# Han Yaqin
Dans ce nom chinois, le nom de famille, Han, précède le nom personnel.
Han Yaqin est une rameuse chinoise née le 18 août 1963.

## Biographie
Han Yaqin est quatrième en quatre de couple aux Championnats du monde d'aviron 1985. Aux Jeux olympiques d'été de 1988 à Séoul, elle remporte la médaille de bronze en huit,.